# Alexandra Naldera Curzon
Lady Alexandra Naldera Metcalfe (née Curzon ; 20 mars 1904 - 7 août 1995) fut une aristocrate britannique de haute lignée. Troisième fille de George Nathaniel Curzon, 1er marquis Curzon de Kedleston, ancien vice-roi des Indes, et de son épouse, Mary Victoria Leiter, riche héritière américaine.

## Début de la vie
Lady Alexandra Curzon vit le jour en mars 1904 à Londres. Elle reçut son prénom en hommage à sa marraine, la reine Alexandra, ainsi qu’en souvenir du lieu de sa conception, Naldehra, non loin de Simla. Sa mère meurt en 1906, alors que l’enfant n’avait que deux hivers. Les domestiques indiens de son père la nommaient « Baba Sahib », soit « Bébé Maître », et ce sobriquet de « Baba » lui demeura attaché par la suite. Elle fut élevée avec ses sœurs, Irene (« Nina ») et Cynthia (« Cimmie »), entre Hackwood Park dans le Hampshire et Montacute. Leur demeure londonienne, sise au 1 Carlton Gardens sur Carlton House Terrace, devint un haut lieu de la sociabilité aristocratique après les secondes noces de Curzon avec Grace Elvina Duggan en 1917. En 1922, on la désigna comme « la plus gracieuse débutante de la saison ». 

## Vie adulte
Elle fut la première inclination du prince George, duc de Kent. Toutefois, le 21 juillet 1925, elle se maria avec le major Edward Dudley Metcalfe, aide de camp et écuyer d’Édouard VIII. Elle compta parmi les très rares témoins de l’union morganatique dudit souverain avec Wallis Simpson.  
Les Metcalfe eurent pour lignage un fils, David (1927–2012), lequel se distingua comme figure notoire de la bonne société.  
Avant la Seconde Guerre mondiale, elle se vit attribuer le sobriquet de « Baba Blackshirt » et assuma durant quelque temps un rôle équivoque de médiatrice à demi inconsciente entre son beau-frère, Oswald Mosley, et Dino Grandi, ambassadeur de Benito Mussolini au Royaume-Uni. Parallèlement, elle jouissait de l’ardente dévotion du secrétaire aux Affaires étrangères, Lord Halifax, lequel logeait, tout comme Alexandra et sa sœur, dans le Dorchester Hotel. 
Les époux Metcalfe divorcent en 1955, sans que cette séparation n’entamât leur proximité. Alexandra, notamment, se montra toujours soucieuse de réprouver toute parole tendant à décrier son ancien époux. 

## Vie ultérieure
L’existence ultérieure de Baba se trouva essentiellement vouée au Save the Children Fund, œuvre à laquelle elle consacra plus de quatre décennies avec une constance inébranlable. Lady Alexandra s’affilia à cette institution philanthropique en 1950, se distinguant par son zèle dans la quête de subsides à Londres. En 1955, son union conjugale fut dissoute, et elle intégra lors le conseil d’administration du fonds. Par la suite, elle accéda à la présidence du Comité de secours et de bien-être à l’étranger, instance régissant l’ensemble des opérations extérieures de l’organisation. En 1974, elle fut élue vice-présidente. 

### Honneurs
En 1975, elle fut élevée au rang de Commandeur de l’Ordre de l’Empire britannique en récompense de ses travaux et de ses œuvres.  

### Décès
Elle s’éteignit le 7 août 1995, à l’âge de 91 ans, à l’hôpital John Radcliffe d’Oxford. Elle était alors l’ultime survivante ayant assisté aux noces du duc et de la duchesse de Windsor.

## Dans la culture populaire
Alexandra fut figurée dans la mini-série télévisée Edward et Mrs. Simpson, œuvre composée de sept épisodes, diffusée en l’an 1980. Cette production se vit décerner l’Emmy Award de la meilleure série limitée cette même année. 
Ce rôle fut tenu par Flora Montgomery dans la mini-série dramatique Mosley, produite par Channel 4 (Royaume-Uni) en 1998 et composée de quatre épisodes. L’œuvre s’inspire des ouvrages Rules of the Game et Beyond the Pale, rédigés par Nicholas Mosley, neveu et fils dudit personnage historique.
Dans le second cycle de la série The Crown, c’est l’actrice Rebecca Saire qui prêta ses traits à la souveraine au cours de l’épisode intitulé « Vergangenheit ».
Elle et ses deux sœurs aînées firent l’objet d’une biographie rédigée par Anne de Courcy, intitulée The Viceroy's Daughters: The Lives of the Curzon Sisters , laquelle retrace leur existence singulière. 